# Dopolavoro Aziendale C.R.D.A. Monfalcone 1940-1941
Questa voce raccoglie le informazioni riguardanti il Dopolavoro Aziendale C.R.D.A. Monfalcone nelle competizioni ufficiali della stagione 1940-1941.

## Rosa
| N. |                   | Ruolo | Calciatore        |
| -- | ----------------- | ----- | ----------------- |
|    | Italia (bandiera) | D     | Oreste Benet      |
|    | Italia (bandiera) | P     | Arrigo Benussi    |
|    | Italia (bandiera) | A     | Giuseppe Bonini   |
|    | Italia (bandiera) | C     | Leone Bortolutti  |
|    | Italia (bandiera) | A     | Mario Calligaris  |
|    | Italia (bandiera) | A     | Mario Devitor     |
|    | Italia (bandiera) | C     | Alfredo Lui       |
|    | Italia (bandiera) | D     | Orlando Marchioli |

| N. |                   | Ruolo | Calciatore         |
| -- | ----------------- | ----- | ------------------ |
|    | Italia (bandiera) | A     | Livio Moro         |
|    | Italia (bandiera) | A     | Virgilio Nicoli    |
|    | Italia (bandiera) | D     | Tristano Pangaro   |
|    | Italia (bandiera) | C     | Giorgio Pellizzola |
|    | Italia (bandiera) | A     | Alfredo Sacilotto  |
|    | Italia (bandiera) | P     | Guido Sellan       |
|    | Italia (bandiera) | C     | Bruno Simonetti    |
|    | Italia (bandiera) | C     | Romolo Simonetti   |